# Fútbol Club Matanzas
Le FC Matanzas est un club de football cubain basé à Matanzas, qui évolue en 1re division cubaine depuis 2019.

## Histoire
Relégué à l'issue de la saison 2009-10, le club est invité à disputer le championnat de première division lors de la saison 2013. Il s'agit de sa dernière apparition au sein de l'élite jusqu'à son retour en 2019, bénéficiant du passage de la D1 de 12 à 16 clubs.

## Personnalités historiques du club

### Joueurs

#### Effectif actuel (2020)
Source : El Nuevo Blog del Fútbol Cubano.
| N° | Nat.            | Poste | Nom du joueur                   |
| -- | --------------- | ----- | ------------------------------- |
|    | Drapeau de Cuba | G     | Dairon Rodríguez Castro         |
|    | Drapeau de Cuba | G     | José L. Hechevarría Álvarez     |
|    | Drapeau de Cuba | G     | Eidis Leonardo Puentes Anglades |
|    | Drapeau de Cuba | G     | Yadier Navarro Matienzos        |
|    | Drapeau de Cuba | D     | Roniel Peñalver Torrientes      |
|    | Drapeau de Cuba | D     | Maikel Dueña Bello              |
|    | Drapeau de Cuba | D     | Yunior Martel Sosa              |
|    | Drapeau de Cuba | D     | Yonathan Ramírez Pérez          |
|    | Drapeau de Cuba | D     | Yosniel Riscabal Almendares     |
|    | Drapeau de Cuba | D     | Orestes Salceiro Orosco         |
|    | Drapeau de Cuba | D     | Yoanky Gastón Ayme              |
|    | Drapeau de Cuba | D     | Emmanuel Diago Rodríguez        |
|    | Drapeau de Cuba | D     | Yosvani Pantoja Delgado         |
|    | Drapeau de Cuba | D     | Alejandro San Martin Tondique   |
|    | Drapeau de Cuba | M     | Reinier Bacallao Cruz           |

| No. | Nat.            | Position | Nom du joueur               |
| --- | --------------- | -------- | --------------------------- |
|     | Drapeau de Cuba | M        | Maxel García Roque          |
|     | Drapeau de Cuba | M        | Daniel Pérez                |
|     | Drapeau de Cuba | M        | Carlos A. Beltrán Pérez     |
|     | Drapeau de Cuba | M        | Emmanuel Diago              |
|     | Drapeau de Cuba | M        | Rodney C. Oviedo Girón      |
|     | Drapeau de Cuba | M        | Alejandro Luis Díaz         |
|     | Drapeau de Cuba | M        | Carlos A. Molina López      |
|     | Drapeau de Cuba | M        | Eduardo Hernández Rosabal   |
|     | Drapeau de Cuba | M        | Víctor E. Alfosno Domínguez |
|     | Drapeau de Cuba | M        | Carlos Castellanos Gener    |
|     | Drapeau de Cuba | M        | Maykel Zamorano del Río     |
|     | Drapeau de Cuba | M        | Alejandro Pulgarón Bejerano |
|     | Drapeau de Cuba | M        | Randi Rabelo Tieles         |
|     | Drapeau de Cuba | A        | Yasnier Martínez Poey       |
|     | Drapeau de Cuba | M        | Yordan Dubois Pupo          |

#### Joueurs emblématiques
- Yordanis Tielves
- Eduardo "Angola" Morales

### Entraîneurs
- Juan Oña[2] (??)
- Pedro Pablo Báez Chalá[3] (??-2009-2010-??)
- Raúl Fraga Mora[4] (??-2013-??)
- Raúl Fernández[5] (??-2016)
- Mario Polledo[6] (2017)
- Louvier Liskander Ramos[7] (2018-2019)
- José Roberto Ponce Galarraga[1] (2019-)